# Мерісмопедія
Мерісмопедія, Merismopedia Meyen — рід водоростей із порядку хроококальні (Chroococcales), класу ціанофіцієві (Cyanophyceae), відділу синьозелені водорості (Cyanoprocaryota). Колонії мерісмопедії мікроскопічні, вільноплавальні, пластинчасті, квадратні, прямокутні з кулястими, розміщеними здебільшого у вигляді тетрад, клітинами. М. живе у планктоні прісних водойм і приморських солоних озер. Часто трапляється мерісмопедія крапчаста (M. punctata Meyen), «цвітіння» водойм у літній період зумовлює M. tenuissima Lemmerm.